# Maronenweber

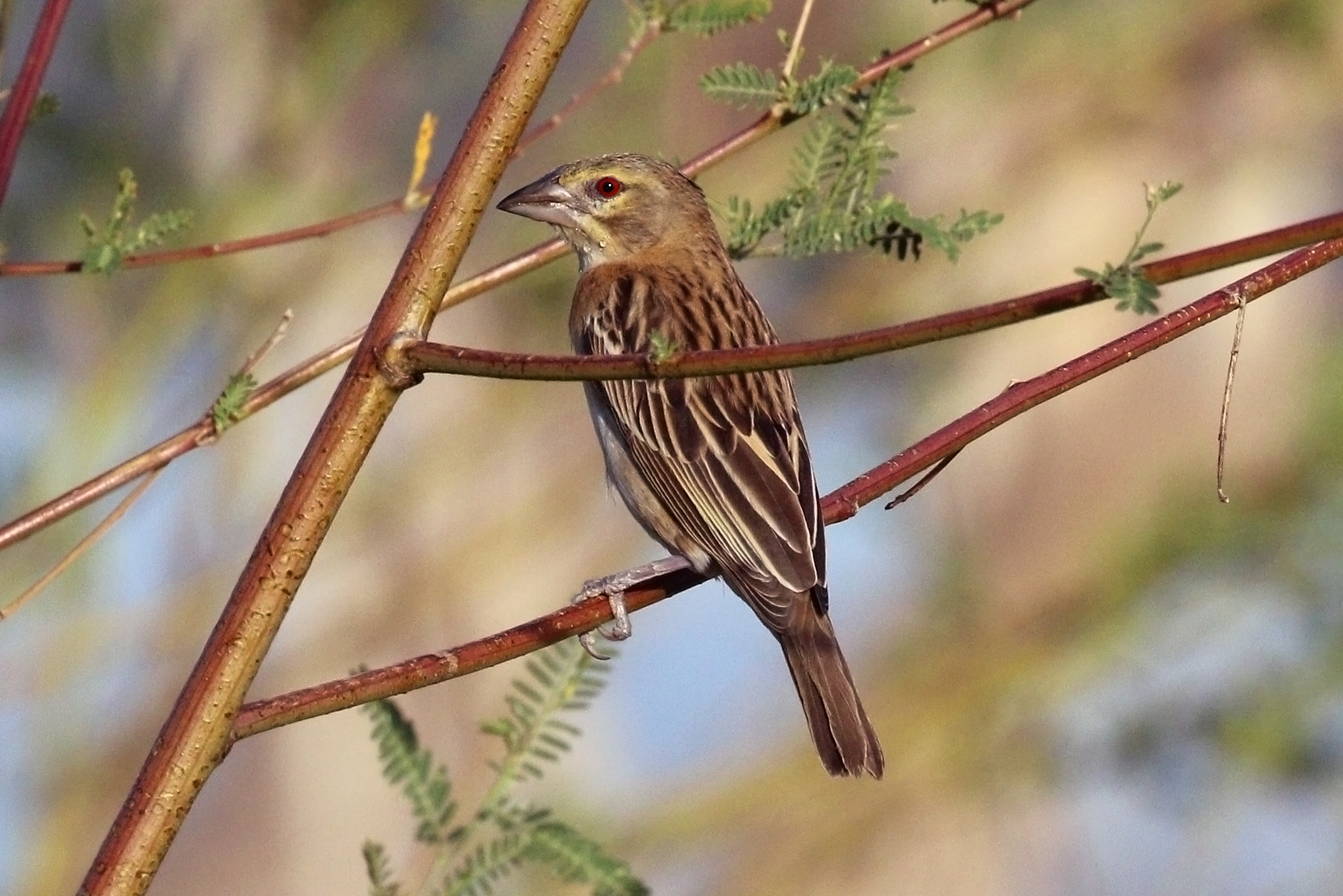
Weibchen

Der Maronenweber (Ploceus rubiginosus) zählt innerhalb der Familie der Webervögel (Ploceidae) zur Gattung der Ammerweber (Ploceus).
Der lateinische Artzusatz kommt von lateinisch rubigo ‚Rost‘ und lateinisch rubiginosus ‚voller Rost, rostfarben‘.
Der Vogel kommt in Ostafrika und im Südwesten Afrikas vor in Äthiopien, Dschibuti, Kenia, Namibia und Tansania.
Das Verbreitungsgebiet umfasst meist trockene baum- oder buschbestandene Lebensräume, gerne Akazien meist unterhalb 2000 m Höhe.

## Merkmale
Die Art ist 14 cm groß, das Männchen wiegt zwischen 28 und 27, das Weibchen zwischen 25 und 31 g. Das Männchen ist im Brutkleid charakteristisch mit scharf abgesetztem schwarzen Kopf gegen den dunkel kastanienbraunen Rücken und Unterseite. Flügel und Schwanz sind schwärzlich, an den Spitzen gelbbraun oder gelb begrenzt. Der ähnliche Maronensperling ist deutlich kleiner und hat ein sehr dunkelbraunes Gesicht. Im Schlichtkleid ist das Männchen wie das Weibchen und Jungvögel brauner gefiedert als andere Webervögel, schwarz gestreift auf der Oberseite und weiß auf der Unterseite und dem Bürzel mit breitem gelbbraunem Brustband, schwarz gestrichelt.

## Geografische Variation
Es werden folgende Unterarten anerkannt:
- P. r. rubiginosus Rüppell, 1840, Nominatform – englisch Northern Chestnut Weaver – Westen Eritreas, Äthiopien, Somalia, Südosten des Südsudans, Nordosten Ugandas, Kenia und Tansania
- P. r. trothae Reichenow, 1905 – englisch Southern Chestnut Weaver – Südwesten Angolas, Namibia und selten im Nordwesten Botswanas

## Stimme
Der Gesang des Männchens wird als sehr kurzes trockenes, an Quelea erinnerndes Zischen beschrieben.

## Lebensweise
Die Nahrung besteht hauptsächlich aus Samen, meist Grassamen, auch Insekten einschließlich Termiten, aber auch Nektar von Aloen.
Die Brutzeit liegt im Oktober in Äthiopien, im Mai in Somalia, zwischen Mai und Juli in Uganda, zwischen April und Juli in Kenia.
Ein Teil ist Standvogel, ein anderer Zugvogel oder auch umherziehend.
Die Art ist polygam und polygyn, brütet in großen Kolonien.

## Gefährdungssituation
Der Bestand gilt als nicht gefährdet (Least Concern).